# Claudie Haigneré

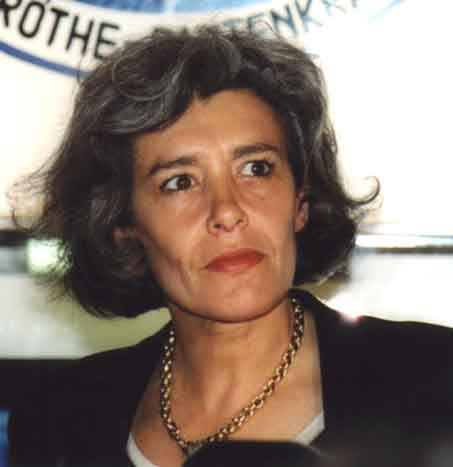
Claudie Haigneré

Claudie Haigneré (Le Creusot, 13 mei 1957) voorheen Claudie André-Deshays,  is een Frans ruimtevaarder, wetenschapper en politicus.
Ze is de tweede niet-Russische Europese vrouw in de ruimte. Ruim vijf jaar eerder vloog de Britse Helen Sharman in de ruimte. Haigneré vloog één keer naar de Mir en één keer naar het internationale ruimtestation ISS.
Haigneré beëindigde haar ruimtevaartcarrière in 2002 en werd politicus. Ze diende in de regering van Jean-Pierre Raffarin als staatssecretaris van onderzoek en nieuwe technologieën (2002-2004) en als minister van Europese zaken (2004-2005).
Ze werd in april 2007 benoemd tot Commandeur in het Legioen van Eer. Ze is getrouwd met voormalig astronaut Jean-Pierre Haigneré.